# Brandgasse 2 (Quedlinburg)

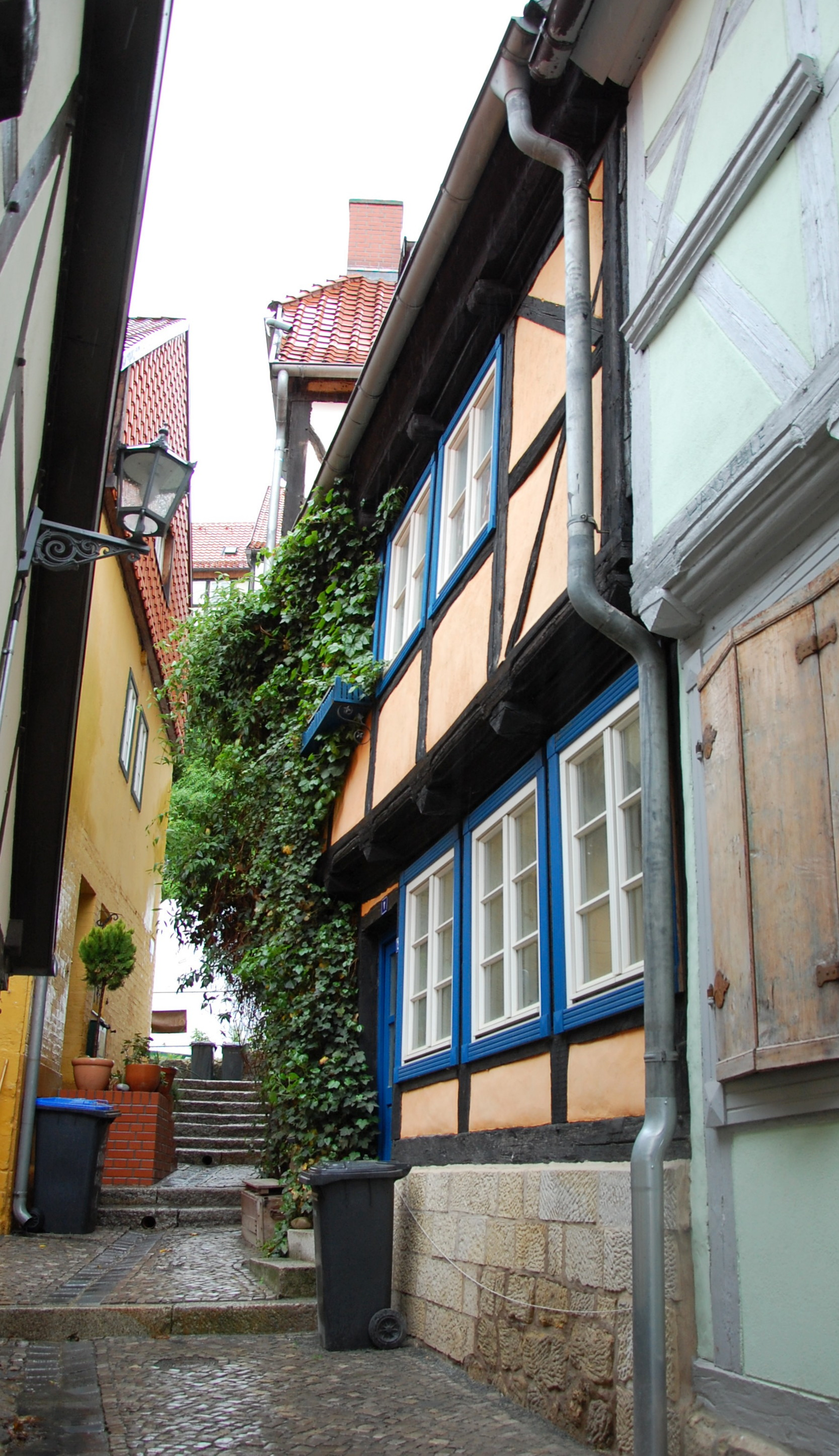
Haus Brandgasse 2

Das Haus Brandgasse 2  ist ein denkmalgeschütztes Gebäude in der Stadt Quedlinburg in Sachsen-Anhalt.

## Lage
Es befindet sich am Schlossberg, südlich der Quedlinburger Altstadt im Stadtteil Westendorf in der nur etwa 1,50 Meter breiten Brandgasse und gehört zum UNESCO-Weltkulturerbe. Unmittelbar nördlich grenzt das gleichfalls denkmalgeschützte Haus Brandgasse 3 an. Im Quedlinburger Denkmalverzeichnis ist das Gebäude als Wohnhaus eingetragen.

## Architektur und Geschichte
Das kleine zweigeschossige Fachwerkhaus entstand im Jahr 1690. An der Stockschwelle des Gebäudes findet sich eine Inschrift. Die Stockschwelle ist mit einer Schiffskehle und Pyramidenbalkenköpfe verziert.